# Eucera nigrescens
Eucera nigrescens ist eine Biene aus der Familie der Apidae. Sie wird auf Deutsch auch Mai-Langhornbiene oder Frühe Langhornbiene genannt, da sie etwa einen Monat früher als die nahe verwandte Eucera longicornis (= Juni-Langhornbiene) fliegt, von der sie im Gelände praktisch nicht zu unterscheiden ist. Sehr ähnlich ist auch E. interrupta.

## Merkmale
Die Bienen haben eine Körperlänge von 13 bis 15 mm (Weibchen) bzw. 12 bis 15 mm (Männchen). Die Weibchen sind braun behaart. Ihre Schienenbürste (Scopa) ist weiß. Das matte Mesonotum ist nur unregelmäßig und oberflächlich punktförmig strukturiert. Das dritte Tergit besitzt an den Seiten deutliche Haarflecken. Die Männchen sind rotbraun behaart, die Haare am dritten bis siebten Tergit sind schwarz. Das Labrum und die Stirnplatte (Clypeus) sind gelb. Das Mesonotum ist schwach und nur oberflächlich, mit größeren Zwischenräumen punktförmig strukturiert. Den Tergiten fehlen Binden am Hinterrand. Das Fersenglied (Metatarsus) bei den Hinterbeinen ist ungekrümmt und hat parallele Seitenkanten.

## Lebensraum
Die Langhornbiene kommt vor allem in Fettwiesen, insbesondere in zweischürigen Streuobstwiesen vor. Die Hauptpollenquelle ist Zaun-Wicke, darum sind die Bienen vor allem dort anzutreffen, wo größere Wicken Bestände sind. Vom Flachland bis in die kolline Höhenstufe.
Die Mai-Langhornbienen nisten in selbst gegrabenen Hohlräumen in der Erde. Nistplätze sind an schütter bewachsenen horizontalen Flächen oder an Böschungen, bevorzugt an sandigem oder lehmigem Boden.

## Lebensweise
Die Tiere fliegen in einer Generation von Anfang Mai bis Mitte Juni. Die Männchen schlüpfen ca. 3 Wochen früher als die Weibchen. Pollen wird ausschließlich von Schmetterlingsblütlern (Faboideae) gesammelt. In Mitteleuropa ist die Zaun-Wicke die Haupt-Pollenquelle.
Die Männchen sind Bestäuber der Hummel-Ragwurz, in der Schweiz auch der Wespen-Ragwurz, durch Pseudokopulation.
Kuckucksbiene der Art ist Nomada sexfasciata.

## Verbreitung
Die Art ist in Süd-, Mittel- und dem südlichen Nordeuropa verbreitet (im Norden bis Südengland). Im Osten ist die Art bis in den Kaukasus verbreitet. In Deutschland ist die Art im Norden seltener als im Süden, in Schleswig-Holstein nicht und in Mecklenburg-Vorpommern nur historisch nachgewiesen. In Österreich außer in Tirol in allen Bundesländern nachgewiesen. In der Schweiz außer im Engadin und in den höheren Lagen der Alpen weit verbreitet.

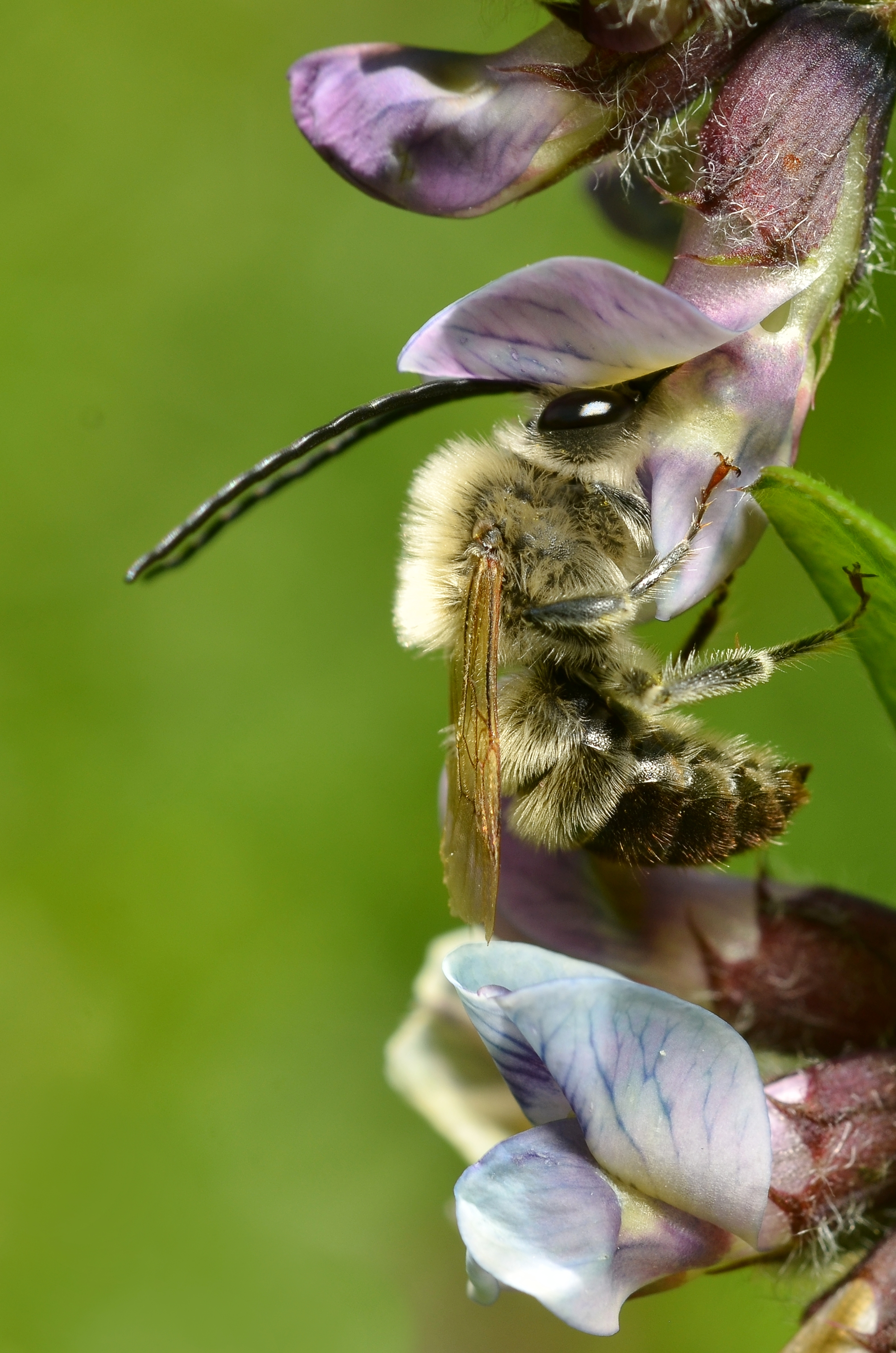
Beim Blütenbesuch (hier einer Futterwicke) werden die Fühler in charakteristischer Weise nach hinten gelegt.
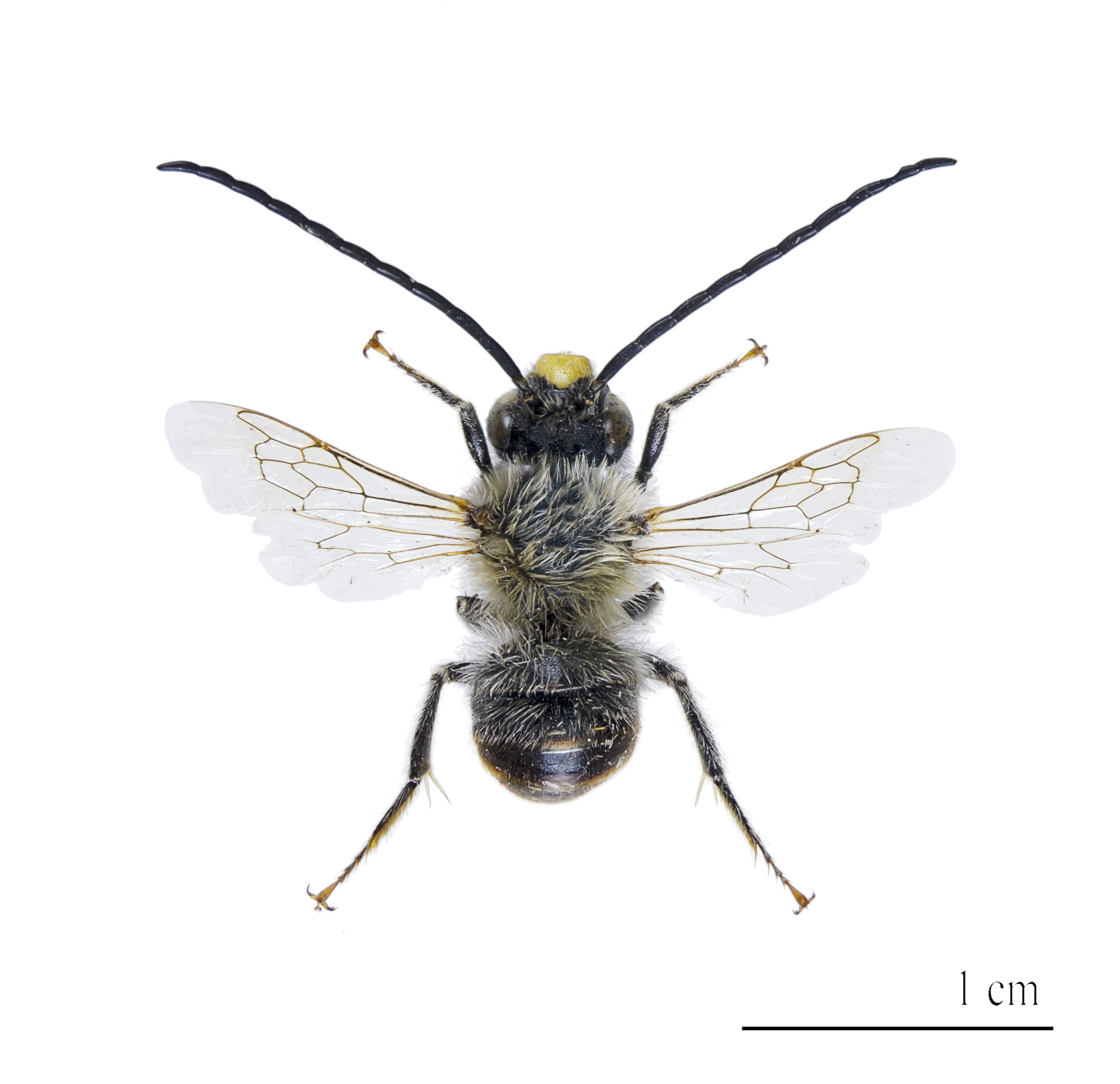
Präparat (Museum von Toulouse)